# U 989
U 989 war ein deutsches Unterseeboot des Typs VII C, ein so genanntes „Atlantikboot“. Es wurde durch die Kriegsmarine während des U-Boot-Krieges eingesetzt.

## Technische Daten
Ein VII C-Boot hatte eine Länge von 67 m und eine Verdrängung von 865 m³ unter Wasser. Es verfügte über zwei Dieselmotoren, die über Wasser eine Geschwindigkeit von 17 kn ermöglichten. Bei der Unterwasserfahrt trieben zwei Elektromotoren das Boot zu einer Geschwindigkeit von 7 kn an. Die Bewaffnung bestand bis 1944 aus einer 8,8 cm Kanone und einer 2,0 cm Flak an Deck, sowie vier Bugtorpedorohren und einem Hecktorpedorohr. Üblicherweise führte ein VII C-Boot 14 Torpedos mit sich.

## Kommandant
- 22. Juni 1943 bis 14. Februar 1945

Hardo Rodler von Roithberg wurde am 14. Februar 1918 in Wien geboren und trat 1937 in die Kriegsmarine ein. Er fuhr zunächst als Wachoffizier auf dem Zerstörer Karl Galster. Ab Oktober 1939 schulte er als Kompanieoffizier angehende Offiziere der Kriegsmarine im Formaldienst bei der 4. Schiffsstammabteilung in Wilhelmshaven. Diesen Posten bekleidete er bis zum Beginn seiner U-Bootausbildung im Sommer 1940. Im Anschluss fuhr Hardo Rodler von Roithberg zunächst als 2. Wachoffizier auf dem, durch den Roman „Das Boot“ bekannt gewordenen U 96 unter Kapitänleutnant Heinrich Lehmann-Willenbrock. Im August übernahm Rodler von Roithberg das Kommando auf U 24. Dieses Kommando dauerte an bis zum Mai 1942, als das Boot schließlich ins Schwarze Meer überführt wurde. Hardo Rodler von Roithberg erhielt im Juni desselben Jahres das Kommando auf U 71, das er bis Mai 1943 behielt. Im Anschluss an die Baubelehrung bei der Blohm & Voss Werft in Hamburg trat Oberleutnant zur See Rodler von Roithberg das Kommando auf U 989 an, das er bis zur Versenkung des Bootes im Frühjahr 1945 innehatte.

## Einsatz und Geschichte
Bei Indienststellung war U 989 zunächst der 5. U-Flottille unterstellt, die ihren Stützpunkt in Kiel hatte. Die erste Feindfahrt führte das Boot von dort aus in das Operationsgebiet nordwestlich von Irland und endete in Brest, wo U 989 der dort ansässigen 9. U-Flottille unterstellt wurde. Von Brest aus nahm das Boot am Angriff auf die alliierte Invasionsflotte teil. Im August 1944 wurde U 989 nach Norwegen überführt. Das Boot wurde der 33. U-Flottille unterstellt. Es folgten Fahrten nach Flensburg, wo sich im dortigen Kielseng ein U-Bootstützpunkt befand, später nach Kiel und schließlich nach Horten.

### Kampfhandlungen
Beim Angriff auf die Flotte der Alliierten im Verlauf der Invasion wurde U 989 von mehreren Flugzeugen – einer Vickers Wellington, einer B-24 Liberator und einigen Mosquitos – angegriffen. Der Kommandant wurde von den Geschossen der Bordwaffen am Schenkel verwundet, und das Boot musste nach Brest zurücklaufen. Schon einen Tag später, am 8. Juni, lief U 989 allerdings bereits wieder aus.

### Versenkungen
Auf der Überführungsfahrt nach Norwegen sichtete der Ausguck von U 989 den amerikanischen Dampfer Louis Kossuth und attackierte ihn mit einem dreifachen Torpedoschuss – einem sogenannten „Dreierfächer“ – mit lageunabhängigen Torpedos. Durch das Sehrohr konnte Kommandant Rodler von Roithberg beobachten, dass der Frachter im Anschluss an eine Detonation gestoppt liegen blieb, aber nicht sank.
- 23. August 1944, ein Schiff beschädigt: US-amerikanischer Frachtdampfer Louis Kossuth

Drei Tage später, auf derselben Fahrt, griff U 989 einen britischen Frachter an und versenkte ihn.
- 26. August 1944, britischer Frachter Ashmun J. Clough mit 1791 BRT versenkt (Lage)

## Versenkung
Am 7. Februar lief U 989 vom Stützpunkt Horten zu seiner letzten Fahrt aus. Als Einsatzgebiet war der Nordatlantik vorgesehen, das Boot sollte nahe der Färöer-Inseln operieren. Eine Woche später wurde U 989 von Schiffen der britischen 10. Escortgroup aufgespürt (Lage). Dieser britische Jagdverband hatte in Scapa Flow Brennstoff übernommen und war erst vor kurzem wieder in diesem Gebiet eingetroffen. HMS Bayntun ortete U 989 am 14. Februar mit ASDIC-Signalen und begann daraufhin, gemeinsam mit den Fregatten HMS Loch Eck, HMS Braithwaite und HMS Loch Dunvegan das Boot mit Wasserbombenwerfern und Granatwerfern zu attackieren. Nur zwei Überlebenden, einer war der Kommandant, gelang es, nach dem unterseeischen Zerbersten von U 989 die Wasseroberfläche zu erreichen. Beide wurden von den britischen Fregatten geborgen, verstarben aber nach kurzer Zeit, da sie anscheinend in zu großer Tiefe ohne Tauchretter ausgestiegen waren.